# Kreis Sensburg
Der Kreis Sensburg war ein preußischer Landkreis in Ostpreußen, der von 1818 bis 1945 bestand.

## Geographische Lage
Das Kreisgebiet lag im Bereich der Sensburger Seenplatte in Masuren.

## Geschichte
Lange Zeit war die „Große Wildnis“ am Rande des Ordensstaates nur dünn besiedelt. Die Verwaltung des Ordensstaates gründete sich auf Komtureien, die in Kammerämter unterteilt waren. Eines davon entstand Mitte des 14. Jahrhunderts in Seehesten (Szestno), wo der Amtshauptmann residierte. 1723 wurden die „Kriegs- und Domänenkammern“ in Ostpreußen im Zuge einer Verwaltungsreform eingerichtet, darunter auch die Kammer in Gumbinnen, zu der der Kreis Seehesten gehörte. An die Stelle der Amtshauptleute traten ernannte Landräte.
Die Neuordnung der Eigentumsverhältnisse auf dem Lande (Separation), die in den 1830er Jahren beendet war, führte zur Entstehung großer Güter und selbständiger Dörfer. Im 19. Jahrhundert erlebte das Kreisgebiet dank Bautätigkeit, Melioration und Wegebau eine Zunahme der Bevölkerung. In der Stadt und im Kreis gab es damals 13 Windmühlen, 14 Wassermühlen, 19 Schnapsbrennereien, sechs Brauereien, zahlreiche Ziegeleien, Teeröfen und ähnliches.
In der zweiten Hälfte des 19. Jahrhunderts wurde Sensburg durch Straßen mit Rhein (heute Ryn), Rastenburg (heute Kętrzyn) und Bischofsburg (heute Biskupiec) verbunden. Im Mai 1897 wurde die heute nicht mehr bestehende Schmalspurbahn Rastenburg–Sensburg eingeweiht. Weitere Bahnlinien nach Rothfließ (Czerwonka), Bischofsburg (Biskupiec), Sensburg (Mrągowo) und Arys (Orzysz) wurden später eröffnet.
Das Kreisgebiet wurde im Ersten Weltkrieg von russischen Truppen besetzt, die am 22. August 1914 bei Lucknainen in den Kreis Sensburg eindrangen. 1915 wurde das Kreisgebiet von deutschen Truppen in der Winterschlacht bei Gurkeln, Schmidtsdorf (Töpferberg), Erlenau, Julienhöfen und Lucknainen zurückgewonnen und am 20. Mai 1915 übernahm der westfälische Regierungsbezirk Arnsberg die Kriegshilfe für den Wiederaufbau im Kreis Sensburg. Nach dem Ende des Ersten Weltkriegs stimmte die Bevölkerung in den Volksabstimmungen in Ost- und Westpreußen am 11. Juli 1920 über einen Verbleib des Kreises bei Ostpreußen oder den Anschluss an Polen ab. Im Kreis Sensburg entfielen 34.334 Stimmen auf den Verbleib in Ostpreußen und 25 auf den Anschluss an Polen.
Im Zweiten Weltkrieg wurde das Kreisgebiet zwischen dem 25. Januar und 30. Januar 1945 von sowjetischen Truppen eingenommen. Die Evakuierung des Kreises gelang nicht, denn 1946 lebten (nach polnischen Quellen) noch 18.607 deutsche Einwohner im Kreis Sensburg.

## Verwaltungsgeschichte

Der Kreis Seehesten von 1752 bis 1818

### Königreich Preußen
Der größte Teil des Gebiets des Kreises Sensburg gehörte seit der ostpreußischen Kreisreform von 1752 zum damaligen Kreis Seehesten, der die alten ostpreußischen Hauptämter Angerburg, Lötzen, Rhein und Seehesten sowie das Erbamt Neuhoff umfasste. Der Kreis Seehesten hatte im Jahre 1800 eine Fläche von ca. 3200 km² und 69.860 Einwohner.
Im Rahmen der preußischen Verwaltungsreformen ergab sich mit der „Verordnung wegen verbesserter Einrichtung der Provinzialbehörden“ vom 30. April 1815 die Notwendigkeit einer umfassenden Kreisreform in ganz Ostpreußen, da sich die 1752 eingerichteten Kreise als unzweckmäßig und zu groß erwiesen hatten. Zum 1. September 1818 wurde im Regierungsbezirk Gumbinnen im Wesentlichen aus dem südwestlichen Teil des Kreises Seehesten der neue Kreis Sensburg gebildet. Dieser umfasste die Kirchspiele Aweyden, Bosemb, Eichmedien, Nikolayken, Ribben, Schimonken, Seehesten, Sensburg und Sorquitten. Das Landratsamt war in Sensburg. Erster Landrat war der pensionierte Hauptmann August von Lysniewski.

Der Kreis Sensburg in den Grenzen von 1818 bis 1945

Seit dem 3. Dezember 1829 gehörte der Kreis – nach dem Zusammenschluss der Provinzen Preußen (nicht: Ostpreußen) und Westpreußen – zur neuen Provinz Preußen mit dem Sitz in Königsberg i. Pr.

### Norddeutscher Bund und Deutsches Reich
Seit dem 1. Juli 1867 gehörte der Kreis zum Norddeutschen Bund und ab dem 1. Januar 1871 zum Deutschen Reich. Nach der Reichsgründung von 1871 wurde eine Verwaltungsreform durchgeführt. Nach einer Verordnung von 1872 sollte der Kreistag von allen wahlberechtigten Bewohnern des Kreises gewählt werden.
Am 21. Juli 1875 wurde die Landgemeinde Dietrichswalde aus dem Kreis Johannisburg in den Kreis Sensburg umgegliedert. Nach der Teilung der Provinz Preußen in die Provinzen Ostpreußen und Westpreußen wurde der Kreis Sensburg am 1. April 1878 Bestandteil Ostpreußens. Mit dem 1. November 1905 trat der Kreis Sensburg zum neugebildeten Regierungsbezirk Allenstein.
Zum 30. September 1928 fand im Kreis Sensburg wie im übrigen Freistaat Preußen eine Gebietsreform statt, bei der alle Gutsbezirke bis auf zwei aufgelöst und benachbarten Landgemeinden zugeteilt wurden. Gleichzeitig wurden die Gutsbezirke Borken, Groß Salzig-See und Klein Hensel-See aus dem Kreis Sensburg in den Kreis Lötzen eingegliedert.
Im Frühjahr 1945 wurde das Kreisgebiet durch die Rote Armee besetzt. Nach Kriegsende wurde das Kreisgebiet im Sommer 1945 von der sowjetischen Besatzungsmacht gemäß dem Potsdamer Abkommen unter polnische Verwaltung gestellt. Soweit die deutsche Bevölkerung nicht geflohen war, wurde sie in der Folgezeit größtenteils von den polnischen Verwaltungsbehörden aus dem Kreisgebiet vertrieben.
Das Territorium des heutigen Powiat Mrągowski (Kreis Sensburg) entspricht ungefähr dem früheren Kreisgebiet.

## Einwohnerentwicklung

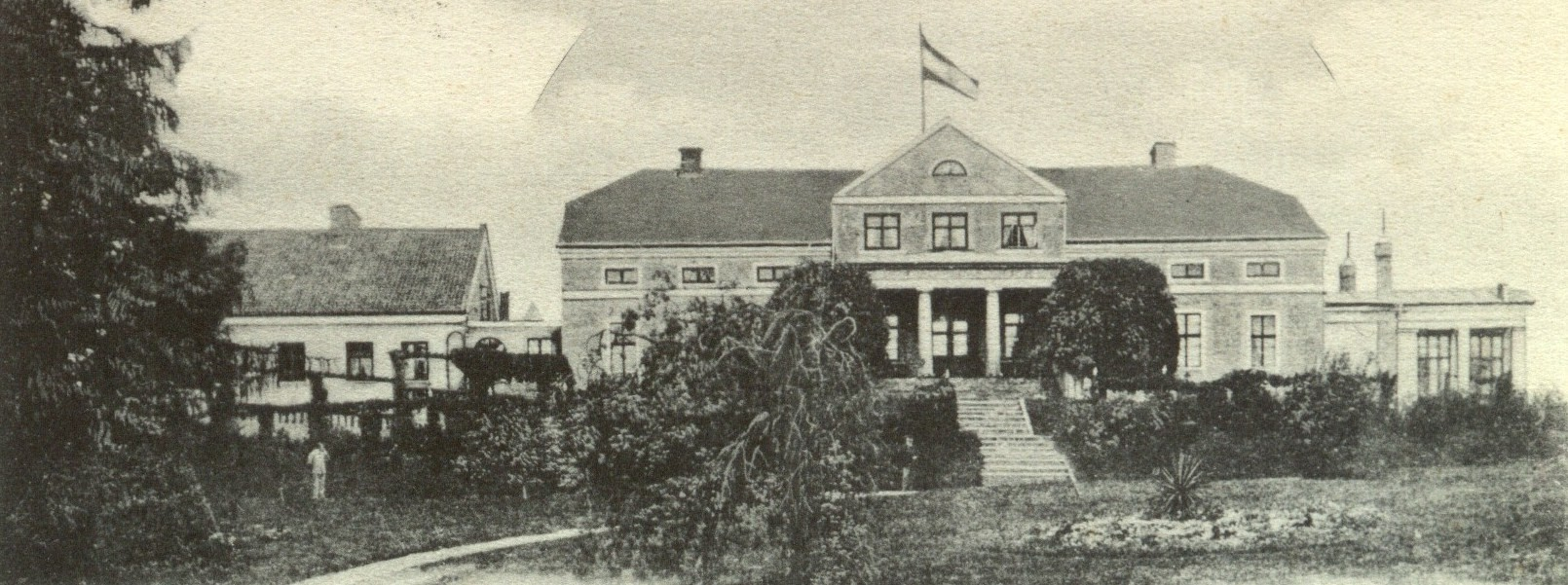
Gutshaus des Ritterguts Bosemb (1902),
Eigentümer: Ferdinand Rogalla von Bieberstein (1857–1945)

| Jahr | Einwohner | Quelle |
| ---- | --------- | ------ |
| 1818 | 20.847    | [ 7 ]  |
| 1846 | 38.585    | [ 8 ]  |
| 1871 | 47.256    | [ 9 ]  |
| 1890 | 48.758    | [ 10 ] |
| 1900 | 48.403    | [ 10 ] |
| 1910 | 50.097    | [ 10 ] |
| 1925 | 51.770    | [ 10 ] |
| 1933 | 53.931    | [ 10 ] |
| 1939 | 52.746    | [ 10 ] |

## Politik

### Landräte

#### Kreis Seehesten
- 1752–176200Heinrich Ehrenreich von Vorhauer
- 1762–176700Friedrich Eduard von Proeck
- 1767–177200Carl Dietrich Stach von Goltzheim
- 1772–179200Eberhard Friedrich Wilhelm von Graevenitz
- 1792–180600Bogislav Carl von Schmeling
- 1806–181200George Christian von Hippel[11]
- 1812–181800Karl Theodor von Przyborowski

#### Kreis Sensburg
- 18180000000von Grabowski (kommissarisch)
- 1819–184700August von Lysniewski
- 1847–186700Wilhelm von Saltzwedel
- 18670000000von Trotta gen. von Treyden (kommissarisch)
- 1868–189200Otto von Schwerin
- 1893–191800Georg von Schwerin
- 1919–192700Hermann von Kühlewein
- 19280000000Eduard Mertinkat (kommissarisch)
- 1928–193200Alfredo Stange
- 1932–193400Oskar Funk
- 1934–193700Paul Hundrieser
- 1937–194500Günther Nikolaus[5]

### Wahlen
Im Deutschen Kaiserreich bildete der Kreis Sensburg zusammen mit dem Kreis Ortelsburg den Reichstagswahlkreis Gumbinnen 7.

### Kommunalverfassung
Der Kreis Sensburg gliederte sich in Städte, in Landgemeinden und – bis zu deren nahezu vollständigem Wegfall – in Gutsbezirke. Mit Einführung des preußischen Gemeindeverfassungsgesetzes vom 15. Dezember 1933 gab es ab dem 1. Januar 1934 eine einheitliche Kommunalverfassung für alle Gemeinden. Mit Einführung der Deutschen Gemeindeordnung vom 30. Januar 1935 wurde zum 1. April 1935 das Führerprinzip auf Gemeindeebene durchgesetzt. Eine neue Kreisverfassung wurde nicht mehr geschaffen; es galt weiterhin die Kreisordnung für die Provinzen Ost- und Westpreußen, Brandenburg, Pommern, Schlesien und Sachsen vom 19. März 1881.

## Gemeinden
Der Kreis Sensburg umfasste am 1. Januar 1938 zwei Städte und 122 weitere Gemeinden:
| - Allmoyen - Alt Bagnowen - Alt Gehland - Alt Kelbonken - Alt Rudowken - Aweyden - Babienten - Baranowen - Borowen - Bosemb - Brödienen - Bruchwalde - Bubrowko - Buchenhagen - Burschewen - Charlotten - Diebowen - Dietrichswalde - Eckertsdorf - Eichelswalde - Eichhöhe - Eichmedien - Faszen - Fedorwalde-Peterhain - Galkowen-Nikolaihorst - Ganthen - Giesewen - Glashütte - Glodowen - Glognau - Gollingen | - Gonswen - Grabowen - Groß Stamm - Großsteinfelde - Grunau - Gurkeln - Guttenwalde - Heinrichsdorf - Hohensee - Immenhagen - Isnothen - Jägerswalde - Jakobsdorf - Karwen - Kerstinowen - Klein Stamm - Kleinort - Koslau - Kossewen - Krawno - Krummendorf - Kruttinerofen - Kruttinnen - Langanken - Langenbrück - Langendorf - Lasken - Lindendorf - Lißuhnen - Lubjewen - Lucknainen | - Macharren - Maradtken - Mertinsdorf - Moythienen - Muntowen - Neberg - Neu Bagnowen - Neu Gehland - Neu Kelbonken - Neu Rudowken - Nikolaiken, Stadt - Olschewen - Peitschendorf - Pfaffendorf - Polommen - Preußenort - Preußental - Proberg - Pustnick - Rehfelde - Reuschendorf - Ribben - Rosoggen - Rotenfelde - Rudczanny - Rudwangen - Salpia - Salpkeim - Sawadden - Schaden - Schimonken | - Schlößchen - Schniodowen - Schnittken - Schönfeld - Seehesten - Selbongen - Sensburg, Stadt - Sgonn - Siemanowen - Sonntag - Sorquitten - Spirding - Stangenwalde - Steinhof - Surmowen - Sysdroyofen - Sysdroywolla - Talhausen - Talten - Tiefendorf - Ukta - Wachau - Wahrendorf - Warpuhnen - Weißenburg (Ostpr.) - Wiersbau - Wigrinnen - Wosnitzen - Zatzkowen - Zollernhöhe - Zudnochen |

Im Kreis lagen außerdem die beiden gemeindefreien Gutsbezirke Forst Johannisburger Heide und Spirding-See.
Vor 1945 aufgelöste Gemeinden
- Alt Muntowen, am 30. September 1928 zu Muntowen
- Alt Rudowken, am 1. Oktober 1939 zu Hammerbruch
- Choszewen B, am 1. Januar 1936 zu Choszwen A
- Friedrichsberg, am 1901/02 zu Bosemb
- Gonschor, am 1. Oktober 1937 zu Isnothen
- Kamien, am 1. Oktober 1937 zu Isnothen
- Klonn, am 30. September 1928 zu Selbongen
- Kollogienen, am 1908 zu Pfeilswalde
- Kutzen, am 30. September 1928 zu Kossewen
- Neu Muntowen, am 30. September 1928 zu Muntowen
- Neu Rudowken, am 1. Oktober 1939 zu Hammerbruch

## Ortsnamen
1938, vereinzelt auch schon in den Jahren davor, fanden im Kreis Sensburg umfangreiche Änderungen von Ortsnamen statt. Das waren, da meist „nicht deutsch genug“, lautliche Angleichungen Übersetzungen oder freie Erfindungen:
- Alt Bagnowen: Althöfen (Dorf),
- Alt Kelbonken: Altkelbunken,
- Alt Rudowken (ab 1939:) Hammerbruch (Ostpr.),
- Babienten: Babenten,
- Bagnowenwolka (ab 1929:) Tiefendorf,
- Bagnower Wald: Althöfen (Gut),
- Barranowen: Hoverbeck,
- Bartlowo: Barteln,
- Bienken: Bönigken,
- Borowen: Prausken,
- Borowerwald: Prauskenwalde,
- Bosemb: Bussen,
- Bosembwolka: Dreißighuben,
- Bubrowko: Biebern (Ostpr.),
- Budzisken (ab 1929:) Wachau,
- Burschewen: Prußhöfen,
- Chostka: Walddorf,
- Choszewen (ab 1936:) Hohensee,
- Czerwanken (ab 1930:) Rotenfelde,
- Czierspienten (ab 1906:) Zollernhöhe,
- Diebowen: Dommelhof,
- Dlugigrund (ab 1930:) Langengrund,
- Faszen: Fasten,
- Freynowen: Freihof,
- Galkowen-Nikolaihorst: Nickelshorst (Dorf),
- Giesewen: Giesenau,
- Glodowen: Hermannsruh,
- Gonschor: Gonscher,
- Gonswen: Gansen,
- Grabowen: Grabenhof,
- Grabowken (ab 1929:) Buchenhagen,
- Groß Kamionken (ab 1929:) Großsteinfelde,
- Groß Kosarken-Dönhoffstädt: Köhlersgut,
- Groß Kosarken-Wehlack: Köhlershof,
- Guszianka (1936: Guschianka): Guschienen,
- Inulzen: Neufasten,
- Janowen (ab 1928:) Heinrichsdorf,
- Joachimowen: Joachimshuben,
- Kadzidlowen: Einsiedeln,
- Kamien: Keilern,
- Kerstinowen: Kersten,
- Klein Bagnowen (ab 1929:) Bruchwalde,
- Klein Kosarken (ab 1930:) Lindenhof, (ab 1938:) Zweilinden,
- Klonn: Zwerghöfen,
- Kokoska: Kienhausen,
- Kollogienen (Gem. Bubrowko): Kalgienen,
- Kollogienen (Gem. Zollernhöhe) (ab 1926:) Modersohn,
- Kossewen: Rechenberg (Ostpr.),
- Kotzargen (ab 1929:) Eichhöhe,
- Krawno: Kaddig,
- Krzossowen: Kreuzeck,
- Kulinowen (ab 1930:) Waldesruh,
- Lawnilassek: Zieglershuben,
- Lissuhnen (ab 1936:) Lißuhnen,
- Lubjewen: Grünbruch,
- Maradtkenwolka: Maradtken Abbau,
- Matheussek: Mathiessen,
- Mniodunsken (ab 1929:) Immenhagen,
- Muntowen: Muntau,
- Nadafken: Kuppenhof,
- Neu Bagnowen: Borkenau,
- Neu Grabowen: Neugrabenhof,
- Neu Kelbonken: Neukelbunken,
- Neu Sysdroy: Neusixdroi,
- Neuhof Grabowken (ab 1929:) Neuhof-Buchenhagen,
- Nikolaihorst: Nickelshorst (Forst),
- Nikutowen: Niekuten,
- Ober Kossewen: Oberrechenberg,
- Olschewen: Erlenau,
- Ossa (ab 1930:) Schwanhof,
- Piasken-Onufrigowen (ab 1929:) Rehfelde,
- Polschendorf (ab 1928:) Stangenwalde,
- Porembischken: Vierwinden,
- Prawdowen (ab 1929:) Wahrendorf,
- Pruschinowen (ab 1930:) Preußental,
- Pruschinowenwolka (ab 1929:) Preußenort,
- Rodowen (ab 1928:) Heinrichsdorf, Abbau,
- Rostek: Steinbruch,
- Rudczanny: Niedersee,
- Sawadden: Balz (Ostpr.),
- Schellongowken: Schillingshöfen,
- Schlößchen-Iwanowen (ab 1929:) Schlößchen,
- Schimonken: Schmidtsdorf,
- Schniodowen: Schniedau,
- Schönfeld-Schwignainen (ab 1929:) Schönfeld,
- Schönruttkowen: Schönrauten,
- Scziersbowen (ab 1927:) Talhausen,
- Sdrojowen (ab 1930:) Bornfeld,
- Sgonn (ab 1930:) Hirschen,
- Siemanowen: Altensiedel,
- Surmowen: Surmau,
- Sysdroyofen: Sixdroi,
- Sysdroywolla: Kranzhausen,
- Timnikswalde: Ratswalde,
- Troscziksberg (ab 1936:) Troszigsberg, (ab 1938:) Trotzigsberg,
- Uklanken: Erbmühle,
- Wessolowen (ab 1929:) Wesselhof,
- Wiersbau: Lockwinnen,
- Wosnitzen: Julienhöfen,
- Wymisly: Katzenbuckel,
- Wypad: Waldsiedeln,
- Zatzkowen: Eisenack,
- Zudnochen: Siebenhöfen (Ostpr.),
- Zymowo (ab 1929:) Winterau.

## Patenstadt
- Remscheid, Nordrhein-Westfalen